# Stevie Wright

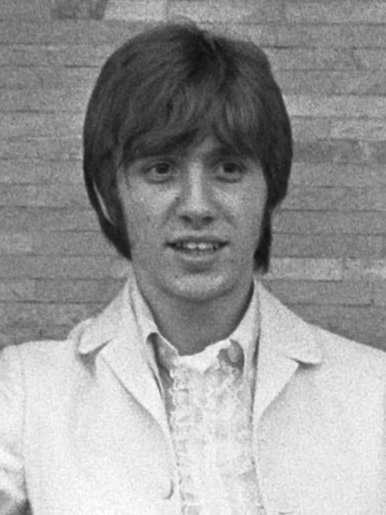
Stevie Wright (1968)

Stevie Wright, właśc. Stephen Carlton Wright, pseud. Little Stevie (ur. 20 grudnia 1947 w Leeds, zm. 27 grudnia 2015) – australijski muzyk i kompozytor, który nazwany został pierwszą międzynarodową australijską gwiazdą pop.
W 1964–69 był wokalistą zespołu rock and roll'owego The Easybeats, powszechnie uważanego za największy australijski zespół pop w latach 60.
Wczesne przeboje zespołu The Easybeats tworzyli wspólnie Wright z członkiem zespołu George'em Youngiem, w tym, She's So Fine (# 3, 1965), Wedding Ring (# 7, 1965), Women (Make You Feel Alright) (# 4, 1966), Come and See Her  [ (# 3, 1966), I'll Make You Happy  (utwór na Easyfever PE # 1, 1966), i Sorry (# 1, 1966).Śpiewał wielki przebój Friday on My Mind, który był na pierwszym miejscu list przebojów w Australii w 1966, to sprawiło szóste miejsce w Wielkiej Brytanii, w Top 10, Francji, Niemiec, Włoszech i Holandii, a Top 20 w Stanach Zjednoczonych w 1967 roku.
Po Easybeatsach, którzy rozpadli się w 1969, Wright wchodził w skład wielu grup, w tym Stevie Wright Band i Stevie Wright & the Allstars. Jego solowa kariera obejmowała 1974 singiel Evie (części 1, 2 i 3), który zadebiutował na 1. miejscu na Kent music repor. Wright miał problemy z alkoholem i narkotykami, w 1976 był hospitalizowany i podjął leczenie metadonem, a pod koniec lat 70. roku był leczony w Chelmsford prywatnym szpitalu przez dr. Harry Bailey, która poddaje głębokiej terapii uśpienia połączonej z kombinacją polekowej śpiączki i elektrowstrząsów.
Jego biografia została szczegółowo opisana w książce Sorry: The Wretched Tale of Little Stevie Wright Jacka Marksa (1999) oraz Hard road:. Life and Times of Stevie Wright Glenna Goldsmitha (2004). W dniu 14 lipca 2005 r. The Easybeats wraz ze Stevie Wrightem jako członkiem, zostały wprowadzone do ARIA Hall of Fame obok Renée Geyer, Hunters & Collectors, Smoky Dawson, Split Enz oraz Normie Rowe.

## Dyskografia

### The Easybeats
artykuł: The Easybeats

### Flash and the Pan
artykuł: Flash and the Pan

## Stevie Wright, Stevie Wright Band, Stevie Wright & the Allstars

### Albumy
- Hard Road (1974)
- Black-eyed Bruiser (1975)
- Facing the Music (1986)
- The Best from Down Under (1989)
- Striking It Rich (1991)
- Definitive Collection (2004)

### Single
- Hard Road (1974)
- Evie (Parts 1, 2 & 3) (1974)
- Guitar Band (1974)
- You (1975)
- Black Eyed Bruiser (1975)